# Liste der Bodendenkmäler in Aying
Auf dieser Seite sind die Bodendenkmäler in der oberbayerischen Gemeinde Aying zusammengestellt. Diese Tabelle ist eine Teilliste der Liste der Bodendenkmäler in Bayern. Grundlage ist die Bayerische Denkmalliste, die auf Basis des Bayerischen Denkmalschutzgesetzes vom 1. Oktober 1973 erstmals erstellt wurde und seither durch das Bayerische Landesamt für Denkmalpflege geführt wird. Die folgenden Angaben ersetzen nicht die rechtsverbindliche Auskunft der Denkmalschutzbehörde.

## Bodendenkmäler der Gemeinde

### Bodendenkmäler in der Gemarkung Helfendorf
| Lage                  | Objekt | Akten-Nr.     | Bild                                                  |
| --------------------- | --- | ------------- | ----------------------------------------------------- |
| Helfendorf (Standort) | Reihengräberfeld des frühen Mittelalters. | D-1-8036-0029 |                                                       |
| Helfendorf (Standort) | Wachturm der römischen Kaiserzeit. | D-1-8036-0030 |                                                       |
| Helfendorf (Standort) | Turmhügel Kleinhelfendorf Turmhügel des hohen oder späten Mittelalters. | D-1-8036-0031 |                                                       |
| Helfendorf (Standort) | Verebneter Grabhügel mit Bestattungen der mittleren Bronzezeit. | D-1-8036-0039 |                                                       |
| Helfendorf (Standort) | Körpergräber des frühen Mittelalters. | D-1-8036-0044 |                                                       |
| Helfendorf (Standort) | Siedlung vorgeschichtlicher Zeitstellung, unter anderem der Latènezeit. | D-1-8036-0058 |                                                       |
| Helfendorf (Standort) | Siedlung vorgeschichtlicher Zeitstellung. | D-1-8036-0059 |                                                       |
| Helfendorf (Standort) | Straße der römischen Kaiserzeit mit begleitenden Materialentnahmegruben (Teilstück der Via-Julia-Trasse Augsburg-Salzburg). | D-1-8036-0074 |                                                       |
| Helfendorf (Standort) | Kapelle St. Emmeram Untertägige mittelalterliche und frühneuzeitliche Befunde im Bereich der katholischen Marterkapelle St. Emmeram in Kleinhelfendorf und ihres Vorgängerbaus sowie Körpergräber des Mittelalters und der frühen Neuzeit. | D-1-8036-0092 | Untertägige Befunde bei der Marterkapelle St. Emmeram |
| Helfendorf (Standort) | Siedlung und Brandgräber vorgeschichtlicher Zeitstellung, Siedlung der römischen Kaiserzeit sowie Körpergräber des frühen Mittelalters. | D-1-8036-0096 |                                                       |
| Helfendorf (Standort) | Pfarrkirche St. Emmeram Untertägige mittelalterliche und frühneuzeitliche Befunde im Bereich der Katholischen Pfarrkirche St. Emmeram in Kleinhelfendorf und ihrer Vorgängerbauten.                                                        | D-1-8036-0099 | weitere Bilder                                        |
| Helfendorf (Standort) | Siedlung mit Hofgrablegen des frühen Mittelalters. | D-1-8036-0142 |                                                       |
| Helfendorf (Standort) | Burgstall Blindham Wachturm der römischen Kaiserzeit. | D-1-8036-0143 |                                                       |
| Helfendorf (Standort) | Kreisgraben vor- und frühgeschichtlicher Zeitstellung. | D-1-8036-0146 |                                                       |
| Helfendorf (Standort) | Grabhügel vorgeschichtlicher Zeitstellung. | D-1-8036-0150 |                                                       |
| Helfendorf (Standort) | Grabhügel vorgeschichtlicher Zeitstellung. | D-1-8036-0151 |                                                       |

### Bodendenkmäler in der Gemarkung Otterfing
| Lage                 | Objekt                           | Akten-Nr.     | Bild |
| -------------------- | -------------------------------- | ------------- | ---- |
| Otterfing (Standort) | Brandgräber der Urnenfelderzeit. | D-1-8036-0048 |      |

### Bodendenkmäler in der Gemarkung Peiß
| Lage                                     | Objekt | Akten-Nr.     | Bild           |
| ---------------------------------------- | --- | ------------- | -------------- |
| Peiß (Standort)                          | Grabhügel mit Bestattungen der Bronzezeit. | D-1-8036-0027 |                |
| Peiß (Standort)                          | Siedlung der Bronzezeit und der Latènezeit. | D-1-8036-0028 |                |
| Peiß (Standort)                          | Burgstall Aying Burgstall des hohen Mittelalters. | D-1-8036-0038 |                |
| Peiß (Standort)                          | Siedlung der Latènezeit und der römischen Kaiserzeit. | D-1-8036-0042 |                |
| Peiß (Standort)                          | Körpergräber des frühen Mittelalters. | D-1-8036-0043 |                |
| Peiß (Standort)                          | Siedlung vor- und frühgeschichtlicher Zeitstellung. | D-1-8036-0046 |                |
| Peiß (Standort)                          | Siedlung und Körpergräber des frühen Mittelalters. | D-1-8036-0057 |                |
| Peiß (Standort)                          | Siedlung vor- und frühgeschichtlicher Zeitstellung, unter anderem der Urnenfelder- oder Hallstattzeit, der Latènezeit und der römischen Kaiserzeit. | D-1-8036-0061 |                |
| Peiß (Standort)                          | Siedlung der Latènezeit und der römischen Kaiserzeit. | D-1-8036-0062 |                |
| Peiß (Standort)                          | Siedlung des Neolithikums, der Latènezeit und der römischen Kaiserzeit. | D-1-8036-0063 |                |
| Peiß (Standort)                          | Siedlung und Körpergräber der Bronzezeit, Siedlung der Hallstattzeit sowie Siedlung und Körpergräber des frühen Mittelalters. | D-1-8036-0077 |                |
| Peiß (Standort)                          | Brandgräber der älteren Urnenfelderzeit sowie Erdstall des hohen Mittelalters. | D-1-8036-0098 |                |
| Peiß Kirchgasse 3 (Standort)             | Pfarrkirche St. Andreas Untertägige mittelalterliche und frühneuzeitliche Befunde im Bereich der Katholischen Pfarrkirche St. Andreas in Aying und ihrer Vorgängerbauten, Erdstall des hohen Mittelalters sowie Siedlung des späten Mittelalters und der frühen Neuzeit. | D-1-8036-0101 | weitere Bilder |
| Peiß Rosenheimer Landstraße 2 (Standort) | Filialkirche St. Nikolaus Untertägigemittelalterliche und frühneuzeitliche Befunde im Bereich der Katholischen Filialkirche St. Nikolaus in Peiß und ihres Vorgängerbaus.                                                                                                | D-1-8036-0140 | weitere Bilder |
| Peiß (Standort)                          | Siedlung des frühen Mittelalters. | D-1-8036-0144 |                |
| Peiß (Standort)                          | Kastell Aying Kastell der späten römischen Kaiserzeit. | D-1-8036-0149 |                |
| Peiß (Standort)                          | Abgegangener Weiler des späten Mittelalters und der frühen Neuzeit (Kronest). | D-1-8036-0154 |                |